# Pargny-la-Dhuys
 Pargny-la-Dhuys  là một xã ở tỉnh Aisne, vùng Hauts-de-France thuộc miền bắc nước Pháp.